# Hyalaethea solomonis
Hyalaethea solomonis är en fjärilsart som beskrevs av George Francis Hampson. Hyalaethea solomonis ingår i släktet Hyalaethea och familjen björnspinnare. Inga underarter finns listade i Catalogue of Life.